# Internationaal Instituut Kanunnik Triest
Het Internationaal Instituut Kanunnik Triest (veelal afgekort als IICT, naar de Engelse benaming International Institute Canon Triest) is een vormingsinstituut en een onderzoekscentrum van de Congregatie van de Broeders van Liefde, dat werd opgericht te Gent op 5 september 2000.
Dit instituut werd genoemd naar de stichter van de Congregatie van de Broeders van Liefde, Kanunnik Petrus Jozef Triest (1760-1836).
Het Internationaal Instituut is onderverdeeld in vijf departementen, met name:
- Departement Geestelijke Gezondheidszorg
- Departement Onderwijs en Orthopedagogische Zorg
- Departement Management
- Departement Spiritualiteit
- Departement Onderzoek

Daarnaast is er nog een geassocieerd departement voor Afstandsonderwijs.
Naast het aanbieden van specifieke vormingsprogramma's wordt er ook onderzoek gedaan.
Zowel de aangeboden opleidingen als het onderzoek worden georganiseerd in samenwerking met binnen- en buitenlandse universiteiten en studiecentra. 
Het Internationaal Instituut Kanunnik Triest organiseert tevens internationale colloquia, studiedagen en lezingen.
De huidige voorzitter is broeder René Stockman f.c. 